# Dinnet
Dinnet, schottisch-gälisch: Dùnaidh, ist eine Ortschaft in der schottischen Council Area Aberdeenshire. Sie liegt rund 50 Kilometer westlich von Aberdeen und 65 Kilometer nördlich von Dundee. Die nächstgelegenen Städte sind Aboyne im Osten und Ballater im Westen. Wenige hundert Meter südlich verläuft der Dee. Dinnet liegt an der Einmündung der A97 in die A93 und ist somit über zwei Fernstraßen angeschlossen. Einen eigenen Bahnanschluss besitzt die Ortschaft nicht.
Nördlich und westlich der Ortschaft erstreckt sich das Naturreservat Muir of Dinnet, ein Birkenwald. Rund 1,5 km südwestlich liegt Dinnet House, das für den Politiker Charles Wilson, 1. Baron Nunburnholme im Jahre 1890 errichtet wurde. Wie auch mehrere Außengebäude auf dem weitläufigen Grundstück, ist es heute als Denkmal der Kategorie B geschützt. 1899 wurde in Dinnet eine Kirche errichtet.